# Kurniawan Ajie
Kurniawan Kartika Ajie (sinh ngày 20 tháng 6 năm 1996) là một cầu thủ bóng đá người Indonesia hiện tại thi đấu cho Arema FC ở Liga 1 ở vị trí thủ môn.

## Sự nghiệp

### Persiba Balikpapan
Năm 2016, Kurniawan được đẩy lên đội chính của Persiba Balikpapan ở Indonesia Soccer Championship A 2016.

### Arema FC
Arema FC tuyển Kurniawan thi đấu mùa giải 2018.

## Thống kê sự nghiệp

### Câu lạc bộ
Tính đến 31 tháng 3 năm 2018.
| Câu lạc bộ          | Mùa giải            | Giải vô địch | Giải vô địch | Cúp     | Cúp       | Châu lục | Châu lục  | Khác    | Khác      | Tổng    | Tổng      |
| Câu lạc bộ          | Mùa giải            | Số trận      | Bàn thắng    | Số trận | Bàn thắng | Số trận  | Bàn thắng | Số trận | Bàn thắng | Số trận | Bàn thắng |
| ------------------- | ------------------- | ------------ | ------------ | ------- | --------- | -------- | --------- | ------- | --------- | ------- | --------- |
| Persiba Balikpapan  | 2016                | 3            | 0            | –       | –         | –        | –         | –       | –         | 3       | 0         |
| Persiba Balikpapan  | 2017                | 11           | 0            | –       | –         | –        | –         | –       | –         | 11      | 0         |
| Tổng cộng           | Tổng cộng           | 14           | 0            | 0       | 0         | 0        | 0         | 0       | 0         | 14      | 0         |
| Arema FC            | 2018                | 2            | 0            | 0       | 0         | –        | –         | –       | –         | 2       | 0         |
| Tổng cộng           | Tổng cộng           | 2            | 0            | 0       | 0         | 0        | 0         | 0       | 0         | 2       | 0         |
| Tổng cộng sự nghiệp | Tổng cộng sự nghiệp | 16           | 0            | 0       | 0         | 0        | 0         | 0       | 0         | 16      | 0         |

1. ↑  Số lần ra sân ở Piala Indonesia.

## Danh hiệu

### Cá nhân
- Arema FC

Best Young Player ở giải đấu trước mùa giải, East Kalimantan Governor Cup 2018.

### Câu lạc bộ
- Arema FC

Á quân ở giải đấu trước mùa giải, East Kalimantan Governor Cup 2018.

### Quốc tế
- U-23 Indonesia

Huy chương Đồng ở SEA Games 2017.